# Velilla
Velilla is een gemeente in de Spaanse provincie Valladolid in de regio Castilië en León met een oppervlakte van 19,99 km². Velilla telt 114 inwoners (1 januari 2016).

## Demografische ontwikkeling
Bron: INE, 1857-2011: volkstellingen